# Кциня
Кциня (пол. Kcynia, нім. Exin) — місто в північній Польщі, у районі Гнєзненських озер.
Належить до Накельського повіту Куявсько-Поморського воєводства.

## Демографія
Демографічна структура станом на 31 березня 2011 року:
|          | Загалом | Допрацездатний вік | Працездатний вік | Постпрацездатний вік |
| -------- | ------- | ------------------ | ---------------- | -------------------- |
| Чоловіки | 2328    | 491                | 1640             | 197                  |
| Жінки    | 2396    | 442                | 1428             | 526                  |
| Разом    | 4724    | 933                | 3068             | 723                  |